# Harmost
Ein Harmost (griechisch ἁρμοστής harmostḗs) war ein spartanischer Befehlshaber zur Kontrolle und Besetzung bestimmter Gebiete. Harmosten wurden während und nach dem Peloponnesischen Krieg eingesetzt und erlangten infolge dieses Krieges ihre größte Bedeutung. Zur Wahrung der spartanischen Interessen eingesetzt, überwachten sie mit einer Garnison von Neodamoden, Verbündeten und Söldnern eroberte oder abgefallene Poleis. Durch die Möglichkeit, eigenmächtige Politik zu betreiben, war es möglich, dass Harmosten die Bevölkerung unterjochten und sich selbst bereicherten.